# Agnese Bonfantini
Agnese Bonfantini (Verbania, Italia; 4 de julio de 1999) es una futbolista italiana. Juega de delantera y su equipo actual es la Juventus de Turín de la Serie A. Es internacional absoluto por la selección de Italia desde 2019.

## Trayectoria
Bonfantini comenzó su carrera en las inferiores del Fondotoce y el Gravellona Toce hasta 2012, cuando entró a la cantera del Inter Milano donde debutó a nivel senior en 2015.
En 2018 fichó por el nuevo club AS Roma; debutó en la Serie A el 22 de septiembre de 2018 contra el Sassuolo, primer encuentro de liga del club.
El 15 de febrero de 2020, Bonfantini anotó el primer triplete en la historia de la Roma al Hellas Verona.
El 5 de julio de 2021 fichó por la Juventus.

## Selección nacional

### Participaciones en copas juveniles
| Copa                                               | Sede  | Resultado      |
| -------------------------------------------------- | ----- | -------------- |
| Campeonato Europeo Femenino Sub-19 de la UEFA 2018 | Suiza | Fase de grupos |

### Participaciones en copas
| Copa                   | Sede       | Resultado      |
| ---------------------- | ---------- | -------------- |
| Eurocopa Femenina 2022 | Inglaterra | Fase de grupos |

## Clubes
| Club               | País   | Año       |
| ------------------ | ------ | --------- |
| Inter Milano       | Italia | 2015-2018 |
| AS Roma            | Italia | 2018-2021 |
| Juventus de Turín  | Italia | 2021-     |
| Sampdoria (cedida) | Italia | 2023      |

## Palmarés

### Títulos nacionales
| Título                       | Club              | País   | Año     |
| ---------------------------- | ----------------- | ------ | ------- |
| Copa Italia Femenina         | AS Roma           | Italia | 2020-21 |
| Serie A                      | Juventus de Turín | Italia | 2021-22 |
| Copa Italia Femenina         | Juventus de Turín | Italia | 2021-22 |
| Supercopa femenina de Italia | Juventus de Turín | Italia | 2021-22 |